# Ciclisme als Jocs Olímpics d'estiu de 2016 - Contrarellotge femenina
La Contrarellotge femenina dels Jocs Olímpics de Rio de Janeiro 2016 es disputà el 10 d'agost amb sortida i final al Pontal, una petita península al barri de Recreio dos Bandeirantes, que es troba a la Zona Oest de Rio de Janeiro.
La cursa va ser guanyada per l'esttunidenca Kristin Armstrong, repetint victòria per tercer cop consecutiu. Va ser seguida per la russa Olga Zabelínskaia, que va guanyar la medalla de plata, i la neerlandesa Anna van der Breggen, que ja havia guanyat l'or en la prova en línea.

## Recorregut
La cursa consistí en 29,8 quilòmetres. L'inici de la cursa estava situat a la Plaça Tim Maia (Estrada do Pontal), després continuava fent una volta al Circuit de Grumari. S'arribava al primer ascens (pujada de Grumari) als 9,7 quilòmetres, i el segon ascens (pujada de Grota Funda) es trobava situat a 19,2 km, per acabar un altre cop al punt de sortida.

## Medallistes
| Or                      | Plata                   | Bronze                     |
| Kristin Armstrong (USA) | Olga Zabelínskaia (RUS) | Anna van der Breggen (NED) |

## Classificació final
| Pos.   | Ciclista             | Temps |
| ------ | -------------------- | ----- |
| Or     | Kristin Armstrong    | 44:26 |
| Plata  | Olga Zabelínskaia    | 44:31 |
| Bronze | Anna van der Breggen | 44:37 |
| 4      | Ellen van Dijk       | 44:48 |
| 5      | Elisa Longo Borghini | 44:51 |
| 6      | Linda Villumsen      | 44:54 |
| 7      | Tara Whitten         | 45:01 |
| 8      | Lisa Brennauer       | 45:22 |
| 9      | Katrin Garfoot       | 45:35 |
| 10     | Evelyn Stevens       | 46:00 |

| Classificació final (11–25) | Classificació final (11–25) | Classificació final (11–25) | Classificació final (11–25) |
| --------------------------- | --------------------------- | --------------------------- | --------------------------- |
| 11                          | Alena Amialiússik           | 46:05                       |                             |
| 12                          | Ashleigh Moolman            | 46:29                       |                             |
| 13                          | Karol-Ann Canuel            | 46:30                       |                             |
| 14                          | Emma Pooley                 | 46:31                       |                             |
| 15                          | Eri Yonamine                | 46:43                       |                             |
| 16                          | Trixi Worrack               | 46:52                       |                             |
| 17                          | Lotta Lepisto               | 47:06                       |                             |
| 18                          | Katarzyna Niewiadoma        | 47:47                       |                             |
| 19                          | Anna Plichta                | 47:59                       |                             |
| 20                          | Hanna Solovei               | 48:03                       |                             |
| 21                          | Lotte Kopecky               | 48:09                       |                             |
| 22                          | Christine Majerus           | 48:16                       |                             |
| 23                          | Ann-Sophie Duyck            | 48:17                       |                             |
| 24                          | Audrey Cordon               | 49:32                       |                             |
| 25                          | Vita Heine                  | 50:23                       |                             |